# Saint Patrick, Grenada
Saint Patrick är en parish i Grenada. Den ligger i den norra delen av landet, 20 km nordost om huvudstaden Saint George's. Antalet invånare är 10 533. Arean är 44 kvadratkilometer. Saint Patrick ligger på ön Grenada.
Terrängen i Saint Patrick är kuperad västerut, men österut är den platt.
Följande samhällen finns i Saint Patrick:
- Sauteurs